# Descenso (Star Trek: La nueva generación)
Descenso (en inglés Descent) es un episodio, dividido en dos partes, de la serie de televisión de ciencia ficción Star Trek: La nueva generación. Es el último episodio (26) de la sexta temporada y el primero de la séptima temporada de la serie. Fue transmitido por primera vez el 21 de junio del 1993 (Parte 1) y el 20 de septiembre del 1993 (Parte 2).

## Trama

### Parte I
En la holocubierta el teniente comandante Data participa en un juego de póker con las representaciones holográficas de Isaac Newton, Albert Einstein y Stephen Hawking (quien se representa a sí mismo). Respondiendo a una pregunta de Newton, Data explica que el juego es un experimento para comprender "cómo las tres mentes más grandes de la historia podrían interactuar" en tales condiciones. En el momento en que Hawking acaba de ganar otra mano, una alerta roja es activada y Data suspende el programa.
La Enterprise responde a una llamada de auxilio de un puesto de avanzad de la Flota Estelar. A su llegada, envían una partida de desembarque consistente de Riker, Worf, Data y otro guardia de seguridad. Ellos encuentran muertos a todos los ocupantes del puesto. Repentinamente son atacados por un grupo de Borg. Durante el combate que sigue, Riker observa que los Borg no están actuando como los Borg que han encontrado previamente. Para comenzar, cada uno de ellos está equipado con un arma de energía y se refieren entre sí como individuos. De hecho, estos Borg parecen combatir más como guerrilleros. Mientras estaba combatiendo a un drone, Data siente una emoción de ira, lo que resulta en que él le rompe la nuca al drone con que se encontraba combatiendo.
Al mismo tiempo, en órbita, una nave no identificada dispara sobre la Enterprise, causando que esta le devuelva el fuego. En la superficie, durante el combate, uno de los Borg comienza a describir a sí mismo la composición de los miembros de la partida de desembarco, cuando él ve y menciona a Data, parece ordenar la retirada. La nave extraña teletransporta a los Borg sobrevivientes y huye con la Enterprise persiguiéndola. De improviso la nave entra a alguna clase de vórtice y desaparece sin dejar rastros. De regreso en el puesto, Riker le pregunta a Data que sucedió, pero Data no puedo explicarlo, él solo sintió ira.
La almirante Alynna Nechayev llega para tomar el mando de la situación. Ella reprende a Picard por no destruir a los Borg cuando tuvo la oportunidad ("Yo, Borg") y le ordena hacer eso si surge otra oportunidad similar. Mientras, Data está tratando de comprender lo que causó su comportamiento en el puesto. Él trata de experimentar emoción nuevamente a través del uso de simulaciones del evento pero no logra tener éxito.
La nave Borg reaparece y ataca otro puesto de avanzada. Nuevamente, la Enterprise es la nave más cercana, lo que hace a Picard sospechar dado que ahora hay varias naves de la Flota Estelar patrullando el área. La nave Borg vuelve a entrar al vórtice y desaparece cuando la Enterprise la intercepta, sin embargo, esta vez la Enterprise es atrapada en su onda y la sigue. Una vez al otro lado, los Borg atacan, teletransportando drones al puente. Después de un breve combate, un drone es muerto y el otro herido, pero la distracción le permite a la nave Borg escapar, en un nuevamente inusual comportamiento los Borg no recuperan a sus drones, ya que siempre lo hacen estén vivos o muertos.
La tripulación descubre que el vórtice en el cual entraron es una forma de conducto que les permite viajar de un sistema estelar a otro en forma casi instantánea. Sin embargo, ellos tienen que averiguar cómo activarlo lo que significa, por el momento, que son incapaces de regresar a espacio de la Federación. Data es enviado a hablar con los Borg capturados por la Enterprise en un intento de obtener inteligencia, pero el drone es capaz de manipular a Data para que lo libere y escapa de la nave usando un transbordador. Antes de que la Enterprise pueda alcanzarlo, el transbordador desaparece en un conducto. Pero la tripulación es capaz de entender como los conductos son activados y comienza a perseguirlo. Ellos siguen el transbordador a un planeta. Una partida de desembarco no encuentra huellas de Data o el Borg y algo en la atmósfera del planeta está bloqueando los sensores, así que Picard decide llevar a cabo una búsqueda terrestre utilizando a casi toda la tripulación de la Enterprise. Solo una tripulación mínima permanece a bordo al mando de la Dra. Crusher.
Durante su búsqueda en el planeta Picard, Troi, un oficial de seguridad y La Forge descubren un edificio. Al entrar en él son rodeados por los Borg.  El oficial de seguridad se asusta y se prepara a disparar y es instantáneamente muerto por unos de los Borg que los rodean. Lore, el hermano de Data, aparece y es confundido con Data por Picard. Cuando Troi se da cuenta de la verdadera identidad de Lore, este se burla de Picard. Cuando Data aparece, anuncia "¡¡Los hijos de Soong se han unido y juntos destruiremos a la Federación‼", y el episodio finaliza.

### Parte II
Aparentemente Lore ha encontrado una forma de dar emociones a Data, y con eso volverlo en contra de la Federación. Lore planea liderar a estos Borg disidentes en la destrucción de toda la vida orgánica, ellos creen que Lore y Data son formas de vida perfectas. Picard, Troi y La Forge son tomados cautivos. El VISOR de Geordi le permite ver una onda portadora que conecta a Lore con Data, y ellos especulan que esto es la fuente de las emociones de Data y además lo que le permite a Lore controlar a Data. Por esta razón Lore ordena que el VISOR de Geordi le sea retirado. En órbita, la nave Borg es detectada y Beverly ordena que las partidas de desembarco sean teletransportadas de regreso a la Enterprise. Sin embargo no hay suficiente tiempo para recogerlas a todas, así que Riker le ordena  a Crusher que se aleje y que vuelva solo cuando sea seguro. Más que dejar el sistema, Beverly le ordena a la tripulación llevar la nave hacia el sol. Usando la tecnología desarrollado por el Dr. Reyga, modifican los escudos para permitirles acercarse al sol mucho más de lo que pueden los Borg. Luego usan los fásers de la nave para iniciar una erupción en la superficie del sol, la que envuelve a la nave Borg y la destruye.
En el planeta, Lore le ordena a Data que lleve a cabo un experimento con el cerebro de Geordi – un procedimiento irreversible con una "posibilidad del 60%" de ser letal. Geordi trata le suplica a Data, quien lo ignora y continúa preparando el proceso. En su celda, la partida de desembarco construye un aparato, que esperan que reactivará las subrutinas morales de Data con la esperanza de que él será capaz de evaluar sus acciones no éticas, así como las intenciones de su hermano.
Mientras Riker y Worf encuentran a Hugh, quien les informa que Lore es el líder del grupo Borg. Él les dice que inicialmente la ayuda de Lore fue necesaria, pero que desde entonces Lore ha destruido a muchos Borg a través de brutales experimentos. El grupo de Hugh son los Borg "rebeldes", quienes desean remover a Lore del poder.
La partida de desembarque logra reactivar la programación ética de Data justo cuando está a punto  de comenzar la parte irreversible del experimento. Geordi le ruega a Data que revise su consciencia. Data vacila y declara que existen anomalías en el experimento y lo pospone.
Lore comienza a dudar de la devoción de Data e intenta reforzar el control amenazándolo con remover las emociones que le ha proporcionado. Data parece haber sido atemorizado, pero Lore queda dudoso y le ordena probar su lealtad matando a Picard. Data rehúsa, ya que la reinicialización de sus rutinas morales se ha completado. Dos Borg capturan a Data y Lore está a punto de ejecutar a su "propio y querido hermano", cuando Riker y Worf llegan acompañados de Hugh y algunos de su Borg rebeldes. La batalla comienza y en la siguiente confusión, Lore huye perseguido por Data. En la consiguiente confrontación Lore intenta convencer a Data a que escape con él. Sin escucharlo Data le dispara con un fáser par luego desactivarlo.
Al terminar el episodio, Hugh aparece para convertirse en el nuevo líder del grupo Borg.
La Enterprise es vista retornando a espacio de la Federación. Data informa que Lore ha sido desarmado y que él pretende destruir el chip que controla la emoción ya que es "demasiado peligroso", citando el daño que él ha infligido bajo su influencia. Sin embargo Geordi interviene y le aconseja mantener el chip hasta que esté listo para usarlo. El chip eventualmente sería implantado en Data durante el curso de la película Star Trek Generaciones.

## Producción
En el episodio "Escorpión" de Star Trek Voyager, Siete de Nueve muestra la esquemática de un arma Borg - "una mina neutrónica multiquinética con un poder explosivo de cinco millones de isotones" – que ella ofreció adaptar con nanobots de la Voyager para combatir a la Especie 8472. El diseño mostrado en la esquemática es el mismo de la nave Borg de este episodio, lo que ha llevado a especular que la nave Borg era una mina Borg modificada.

## Stephen Hawking

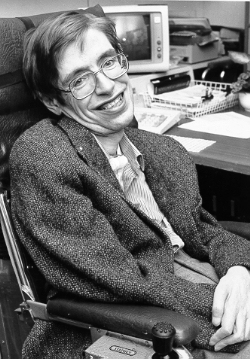
Stephen Hawking - 1974

Stephen Hawking estaba en los estudios de la Paramount para el estreno en video de la película Una breve historia del tiempo. Durante un tour de los escenarios de grabación él preguntó "¿Podría sentarme en la silla del capitán?". También hizo una observación cuando estaba pasando por el área de núcleo warp del escenario de ingeniería, él apuntó al núcleo warp y dijo "Estoy trabajando en eso". Hawking se representó a sí mismo al comienzo del episodio durante un juego de póker con Data.